# Вико Матрино (Витербо)
Вико Матрино је насеље у Италији у округу Витербо, региону Лацио.
Према процени из 2011. у насељу је живело 27 становника. Насеље се налази на надморској висини од 456 м.